# Rhabdomastix indigena
Rhabdomastix indigena är en tvåvingeart som beskrevs av Alexander 1958. Rhabdomastix indigena ingår i släktet Rhabdomastix och familjen småharkrankar. Inga underarter finns listade i Catalogue of Life.